# David Wright
David Allen Wright (narozen 20. prosince 1982, Norfolk, Virginie, USA) je americký baseballový hráč, který v současné době hraje třetí metu za tým New York Mets v Major League Baseball.

## Kariéra
Mets jej draftovali v roce 2001 a jeho první start v Majors se datuje k 21. červenci 2004. Je držitelem klubových rekordů za nejvíce RBI , double, celkový počet met, bodů, obětujících odpalů (SF), dosažených prvních met, odpalů pro double a více (double, triple, home-run), strikeoutů  a odpalů.
V roce 2013 byl jmenován čtvrtým týmovým kapitánem v historii Mets. Na World Baseball Classic 2013 získal po výkonech v týmu USA přezdívku "Captain America".

## Ocenění
Celkem sedmkrát byl zvolen do All-Star výběru za National League. Dvakrát získal Gold Glove Award pro nejlépe bránícího hráče na svém postu (třetí meta) a dvakrát zvítězil v hlasování o Silver Slugger Award udělující se nejlépe útočícímu hráči z každého jednotlivého postu.